# Brad Bradley
Brad Bradley (nascido em 17 de novembro de 1980) é um profissional estadunidense de wrestling que trabalhou para a Total Nonstop Action Wrestling (TNA) sob o nome de Jay Bradley e para a WWE, no programa SmackDown com o ring name Ryan Braddock.

## Títulos conquistados
- Independent Wrestling Association Mid-South
  - IWA Mid-South Tag Team Championship (2 vezes) - com Ryan Boz and Trik Davis
- Deep South Wrestling
  - Deep South Heavyweight Championship (3 vezes)
- Ohio Valley Wrestling
  - OVW Heavyweight Championship (2 vezes)

## Ligações Externas
- Perfil no Online World Of Wrestling